# فيليب سانت-جان
فيليب سانت-جان هو مدرب كرة قدم ولاعب كرة قدم بلجيكي، ولد في 13 مايو 1954 في Braine-l'Alleud ‏ في بلجيكا. لعب مع R.C.S. Brainois ‏.